# Amsacta duberneti
Amsacta duberneti är en fjärilsart som beskrevs av De Toulgoët 1968. Amsacta duberneti ingår i släktet Amsacta och familjen björnspinnare. Inga underarter finns listade i Catalogue of Life.